# Xã Salamanca, Quận Cherokee, Kansas
Xã Salamanca (tiếng Anh: Salamanca Township) là một xã thuộc quận Cherokee, tiểu bang Kansas, Hoa Kỳ. Năm 2010, dân số của xã này là 505 người.